# Frank Johnson (pilot)
Frank Johnson (ur. 26 grudnia 1896 w Oldham, zm. 1961 tamże) – brytyjski as myśliwski okresu I wojny światowej. Odniósł 16 zwycięstw powietrznych. Jedyny lotnik, który dwukrotnie otrzymał drugie w hierarchii ważności brytyjskie odznaczenie wojskowe – Distinguished Conduct Medal.
Frank Johnson służył jako obserwator w No. 22 Squadron RFC na jesieni 1916 i wiosną 1917. Podczas służby odniósł cztery zwycięstwa powietrzne na samolocie Royal Aircraft Factory F.E.2. Każdego z nich dokonał z innym pilotem. 26 kwietnia 1917 został odznaczony Distinguished Conduct Medal. Następnie skierowano go na szkolenie z pilotażu samolotów dwumiejscowych. Po zakończeniu szkolenia został skierowany do wyposażonej w samoloty Bristol F.2 Fighter jednostki No. 20 Squadron RFC. Pierwsze zwycięstwo odniósł 11 listopada 1917 nad niemieckim samolotem Albatros D.III w okolicach Moorslede. W jednostce odniósł łącznie 9 zwycięstw, w tym dwa podwójne. Większość z nich (6) odniósł z obserwatorem – kapitanem Johnem H. Hedleyem. 17 lutego zestrzelił dwa samoloty Pfalz D.III.
Następnie został przeniesiony do dywizjonu No. 62 Squadron RAF. 27 marca odniósł czternaste, a 12 kwietnia piętnaste i szesnaste zwycięstwo powietrzne, oba nad samolotami Albatros D.V.
3 września 1918 został ponownie odznaczony Distinguished Conduct Medal.